# Сирак, Хуан Игнасио
Хуа́н Игна́сио Сира́к Састураи́н (исп. Juan Ignacio Cirac Sasturain; род. 11 октября 1965) — испанский физик. 
Член Испанской королевской академии наук (2013), Леопольдины (2017). Лауреат премии Вольфа по физике 2013 года, премии принца Астурийского в технических и научных исследованиях 2006 года.

## Биография
Хуан Игнасио Сирак родился 11 октября 1965 года в каталонском городе Манреса. В 1988 году окончил Мадридский университет Комплутенсе. В 1991 году переехал в США, где начал работать с Петером Цоллером в Боулдерском университете. В период с 1991 по 1996 годы был профессором физики в университете Кастилии-Ла-Манчи в Сьюдад-Реале.
В 1996 году стал профессором в институте теоретической физики в Инсбруке. В 2001 году стал директором теоретического отдела института квантовой оптики им. Макса Планка в Гархинге, Германия. В то же время стал почётным профессором в Техническом университете Мюнхена. С 2002 года — научный руководитель в ICFO. Являлся членом научно-исследовательских групп в ведущих мировых университетах, включая Гарвардский, Мюнхенский технический и Массачусетский технологический университеты.
24 мая 2006 года был удостоен премии принца Астурийского в технических и научных исследованиях. В апреле 2010 года женералитетом Каталонии был награждён Национальной премией науки и культуры. В 2013 году, вместе с австрийским физиком Петером Цоллером, был удостоен премии Вольфа по физике.
Согласно его теории, квантовый компьютер произведёт революцию в информационном обществе и приведёт к гораздо более эффективной и безопасной передаче информации. Хуан Игнасио Сирак опубликовал более 300 статей в самых престижных журналах и является одним из наиболее цитируемых авторов в данной области физики.

## Награды и отличия
- Премия в области квантовой электроники и оптики (2005)
- Премия принца Астурийского в технических и научных исследованиях (2006)
- International Quantum Communication Award (2006)
- BBVA Foundation Frontiers of Knowledge Award (2008)
- Премия Карла Цейса (2009)
- Национальная премия науки и культуры (2010)
- Медаль Бенджамина Франклина (2010)
- Шрёдингеровская лекция (Венский центр квантовой науки и технологии) (2012)
- Медаль Почёта Института Нильса Бора (2012)
- Премия Вольфа по физике (2013)
- Медаль имени Макса Планка Немецкого физического общества (2018)